# Eliminatórias da Copa do Mundo FIFA de 2026 – CAF (Grupo D)
Esta página apresenta os resultados das partidas do Grupo D das eliminatórias africanas (CAF) para a Copa do Mundo FIFA de 2026.
O vencedor do grupo se classificará diretamente para a Copa do Mundo, e o segundo colocado poderá disputar o play-off para avançar a repescagem.

## Classificação
| Pos | Equipe     | Pts | J | V | E | D | GP | GC | SG | Classificado               |        |     |     |        |     |     |     |
| --- | ---------- | --- | - | - | - | - | -- | -- | -- | -------------------------- | ------ | --- | --- | ------ | --- | --- | --- |
| 1   | Cabo Verde | 10  | 5 | 3 | 1 | 1 | 5  | 4  | +1 | Copa do Mundo FIFA de 2026 |        | —   | set | 1–0    | 0–0 | 1–0 | out |
| 2   | Camarões   | 9   | 5 | 2 | 3 | 0 | 9  | 3  | +6 | Possível play-off          |        | 4–1 | —   | 25 mar | out | 3–0 | set |
| 3   | Líbia      | 8   | 5 | 2 | 2 | 1 | 5  | 4  | +1 |                            |        | out | 1–1 | —      | 1–1 | 2–1 | set |
| 4   | Angola     | 7   | 5 | 1 | 4 | 0 | 3  | 2  | +1 |                            | 25 mar | 1–1 | set | —      | set | 1–0 |     |
| 5   | Maurícia   | 5   | 6 | 1 | 2 | 3 | 6  | 10 | −4 |                            | set    | out | out | 0–0    | —   | 2–1 |     |
| 6   | Essuatíni  | 2   | 6 | 0 | 2 | 4 | 4  | 9  | −5 |                            | 0–2    | 0–0 | 0–1 | out    | 3–3 | —   |     |

## Partidas
| 16 de novembro de 2023 | Cabo Verde | 0 – 0     | Angola | Estádio Nacional de Cabo Verde, Praia |
| 18:00 (UTC−1)          |            | Relatório |        | Árbitro: ALG Youcef Gamouh            |

| 17 de novembro de 2023 | Essuatíni | 0 – 1     | Líbia       | Estádio Mbombela, Nelspruit (África do Sul) |
| 15:00 (UTC+2)          |           | Relatório | Krawa'a 53' | Público: 200 Árbitro: SOM Omar Artan        |

| 17 de novembro de 2023 | Camarões                                 | 3 – 0     | Maurícia | Estádio Japoma, Duala                      |
| 20:00 (UTC+1)          | Mbeumo 45+2' · Nkoudou 87' · Magri 90+2' | Relatório |          | Público: 25 000 Árbitro: TAN Ahmed Arajiga |

| 21 de novembro de 2023 | Essuatíni | 0 – 2     | Cabo Verde                | Estádio Mbombela, Nelspruit (África do Sul) |
| 15:00 (UTC+2)          |           | Relatório | Mendes 17' · Monteiro 38' | Árbitro: SDN Sabri Mohamed Fadul            |

| 21 de novembro de 2023 | Líbia       | 1 – 1     | Camarões         | Estádio dos Mártires de Fevereiro, Bengasi  |
| 18:00 (UTC+2)          | Aleiyan 43' | Relatório | Ntcham 34' (pen) | Público: 13 450 Árbitro: BEN Raphiou Ligali |

| 21 de novembro de 2023 | Maurícia | 0 – 0     | Angola | Côte d'Or National Sports Complex, Saint Pierre |
| 20:00 (UTC+4)          |          | Relatório |        | Público: 3 700 Árbitro: MWI Godfrey Nkhakananga |

| 6 de junho de 2024 | Líbia                            | 2 – 1     | Maurícia | Estádio dos Mártires de Fevereiro, Bengasi |
| 18:00 (UTC+2)      | Al Badri 20' (pen) · Krawa'a 40' | Relatório | Bru 34'  | Árbitro: ZIM Brighton Chimene              |

| 7 de junho de 2024 | Angola      | 1 – 0     | Essuatíni | Estádio 11 de Novembro, Luanda               |
| 20:00 (UTC+1)      | Mabululu 2' | Relatório |           | Público: 30 000 Árbitro: ZAM Hillary Hambaba |

| 8 de junho de 2024 | Camarões                                             | 4 – 1     | Cabo Verde   | Estádio Ahmadou Ahidjo, Iaundé |
| 17:00 (UTC+1)      | Ngadeu-Ngadjui 13' · Aboubakar 25', 44' · Nouhou 54' | Relatório | Monteiro 37' | Árbitro: ALG Mustapha Ghorbal  |

| 11 de junho de 2024 | Maurícia               | 2 – 1     | Essuatíni    | Côte d'Or National Sports Complex, Saint Pierre |
| 17:00 (UTC+4)       | Gaspard 19' · Rose 45' | Relatório | Magagula 66' | Público: 4 000 Árbitro: COM Athoumani Mohamed   |

| 11 de junho de 2024 | Cabo Verde | 1 – 0     | Líbia | Estádio Nacional de Cabo Verde, Praia |
| 15:00 (UTC−1)       | Diney 10'  | Relatório |       | Árbitro: CIV Kalilou Traoré           |

| 11 de junho de 2024 | Angola                    | 1 – 1     | Camarões   | Estádio 11 de Novembro, Luanda |
| 20:00 (UTC+1)       | Ngadeu-Ngadjui 54' (g.c.) | Relatório | Mbeumo 11' | Árbitro: EGY Mohamed Adel      |

| 19 de março de 2025 | Essuatíni | 0 – 0     | Camarões | Estádio Mbombela, Nelspruit (África do Sul) |
| 18:00 (UTC+2)       |           | Relatório |          | Árbitro: UGA Lucky Kasalirwe                |

| 20 de março de 2025 | Cabo Verde    | 1 – 0     | Maurícia | Estádio Nacional de Cabo Verde, Praia |
| 15:00 (UTC−1)       | Y. Semedo 84' | Relatório |          | Árbitro: COD Yannick Malala           |

| 20 de março de 2025 | Líbia      | 1 – 1     | Angola      | Estádio dos Mártires de Fevereiro, Bengasi |
| 21:00 (UTC+2)       | Ellafi 74' | Relatório | Fredy 90+3' | Árbitro: GAM Lamin Jammeh                  |

| 23 de março de 2025 | Essuatíni                      | 3 – 3     | Maurícia                                | Estádio Mbombela, Nelspruit (África do Sul) |
| 15:00 (UTC+2)       | Mkhontfo 13', 18' · Mabuza 75' | Relatório | Rose 47' · Aristide 50' · Vincent 90+1' | Árbitro: GUI Younoussa Camara               |

| 25 de março de 2025 | Angola          | 1 – 2     | Cabo Verde            | Estádio 11 de Novembro, Luanda |
| 17:00 (UTC+1)       | Gelson Dala 50' | Relatório | Livramento 45+2', 63' | Árbitro: ALG Mustapha Ghorbal  |

| 25 de março de 2025 | Camarões                              | 3 – 1     | Líbia           | Estádio Ahmadou Ahidjo, Iaundé |
| 20:00 (UTC+1)       | Aboubakar 27' (pen), 61' · Mbeumo 53' | Relatório | El Maremi 90+1' | Árbitro: RSA Abongile Tom      |

| setembro de 2025 | Angola | – | Líbia |  |
| --:--            |        |   |       |  |

| setembro de 2025 | Maurícia | – | Cabo Verde |  |
| --:--            |          |   |            |  |

| setembro de 2025 | Camarões | – | Essuatíni |  |
| --:--            |          |   |           |  |

| setembro de 2025 | Cabo Verde | – | Camarões |  |
| --:--            |            |   |          |  |

| setembro de 2025 | Angola | – | Maurícia |  |
| --:--            |        |   |          |  |

| setembro de 2025 | Líbia | – | Essuatíni |  |
| --:--            |       |   |           |  |

| outubro de 2025 | Maurícia | – | Camarões |  |
| --:--           |          |   |          |  |

| outubro de 2025 | Líbia | – | Cabo Verde |  |
| --:--           |       |   |            |  |

| outubro de 2025 | Essuatíni | – | Angola |  |
| --:--           |           |   |        |  |

| outubro de 2025 | Cabo Verde | – | Essuatíni |  |
| --:--           |            |   |           |  |

| outubro de 2025 | Maurícia | – | Líbia |  |
| --:--           |          |   |       |  |

| outubro de 2025 | Camarões | – | Angola |  |
| --:--           |          |   |        |  |